# Molière
Molière, vlastním jménem Jean-Baptiste Poquelin, (15. ledna 1622 Paříž – 17. února 1673 Paříž) byl francouzský herec, spisovatel a dramatik období francouzského klasicismu, tzv. Velkého století, během vlády krále Ludvíka XIV. Patří k nejslavnějším dramatikům v historii divadla, jeho hry se dodnes objevují na jevištích, především pak Tartuffe, Misantrop, Lakomec a Zdravý nemocný, jež byla jeho poslední hrou, a při ztvárňování jejíhož hlavního hrdiny také zemřel.
Byl synem měšťana, proti vůli rodiny se stal komediantem. Původně byl hercem kočovné divadelní společnosti, později si založil svoji vlastní a cestoval s ní třináct let po francouzském venkově. Brzy se svými hrami proslavil, především mezi chudinou. Nakonec, díky přízni aristokratů, včetně Filipa I. Orleánského, bratra Ludvíka XIV., účinkoval také na královském dvoře, kde často spolupracoval s hudebním skladatelem Jeanem-Baptistem Lullym. Králova přízeň mu zajistila důchod a jeho družině titul oficiálních královských divadelníků (troupe du Roi).
Zabýval se tzv. nízkým dramatem, především komedií a fraškou, ale také bajkou, tragikomedií, komediálními balety a satirou. V jeho díle je také zřetelná inspirace komedií dell'arte. Jeho hry byly velmi odvážné zejména v kritice mravů a společenských poměrů své doby. V satirických veselohrách zesměšňoval pokrytectví, šlechtu a její snobskou morálku a v neposlední řadě církev, která proti autorovi nejvíce brojila a prosadila zákaz některých jeho her, především pak Tartuffa, v němž Molière útočil na náboženský fanatismus. Společenský dopad jeho děl byl mimořádný a v čase rostl. Podle některých badatelů například Molièrova díla v 18. století podkopala legitimitu tradičních institucí a předpřipravila půdu francouzské revoluci. Tematika Molièrova díla je ale velmi rozsáhlá (lakota, pokrytectví, zištnost, cynismus, postavení žen ve společnosti atd.).
Kvalita Molièrových her v kombinaci s jeho nejasným vzděláním vedla v minulosti mnohé badatele k názoru, že Molière není jejich skutečným autorem (a že je jím nejspíše Pierre Corneille). Tyto názory jsou však dnes považovány za víceméně vyvrácené.

## Život

### Mládí a divadelní začátky
Molière, vlastním jménem Jean-Baptiste Poquelin, se narodil 15. ledna 1622 v Paříži. Jeho otec byl dvorní čalouník. Moliére studoval na clermontské jezuitské koleji v Paříži,  právnický diplom získal v Orléansu.  Spolehlivé doklady o jeho vzdělání neexistují a on sám právnický titul nepoužíval. 
Od raného dětství se zajímal o divadlo, které navštěvoval především se svým dědečkem Louisem de Cressé. Otec si přál, aby po něm převzal funkci královského čalouníka, ale on se rozhodl plně se věnovat divadlu. V roce 1643 vytvořil spolu s Madeleine Béjartovou, jejími sourozenci  a dalšími herci divadelní soubor zvaný Skvělé divadlo (Illustre théâtre). Tehdy, aby nekompromitoval svou rodinu, začal používat jméno Molière. Madeleine Béjartová byla jeho kolegyně, určitý čas i milenka a hlavně celoživotní přítelkyně. 
Pokoušel se dobýt Paříž, ale to se nedařilo, divadlo zaniklo a on skončil ve vězení pro dlužníky. S otcovou pomocí dluhy vyrovnal a na jaře 1646 se společně s rodinou Béjartových  připojil k  divadelní společnosti Charlese Dufresna.  Následujících dvanáct let strávil cestováním po provinciích království, hlavně po Guyenne, Languedocu, údolí Rhôny, Dauphiné a Burgundsku, s pravidelnými pobyty v Lyonu, někdy trvajícími i několik měsíců.  V září 1653 byl soubor pozván, aby sehrál přestavení před  knížetem z Conti, který byl velkým milovníkem divadla. To byl počátek  blízkého intelektuálního vztahu mezi princem a Molièrem.   V  následujícím období Molière složil řadu komedií a frašek, počínaje Potřeštěncem ( L'Étourdi ou les Contretemps), ve kterých použil typické prostředky commedie dell'arte a projevil také svůj herecký talent.

### Dramatikem a hercem v Paříži
Roku 1658, poté, co v Rouenu společnost pod jeho vedením složila hold Pierru Corneillovi uváděním jeho díla, získal  možnost hrát v Paříži.  Soubor dostal  k dispozici velké a dobře vybavené divadlo v Malém Bourbonském paláci, kde se střídal s italskými herci. Velký úspěch zaznamenala  satirická komedie Směšné preciózky (Les Précieuses ridicules). Koncem roku 1660 se soubor přestěhoval do nového sálu v Palais Royal.
6. dubna 1660 zemřel Molièrův mladší bratr Jean III. Poquelin. Úřad  královského čalouníka a  komorníka připadl Molièrovi jako nejstaršímu z rodiny. Udržel si jej až do své smrti a horlivě jej vykonával. V jeho pohřebním listě bylo uvedeno: "Jean-Baptiste Poquelin de Molière, čalouník, komorník krále". 

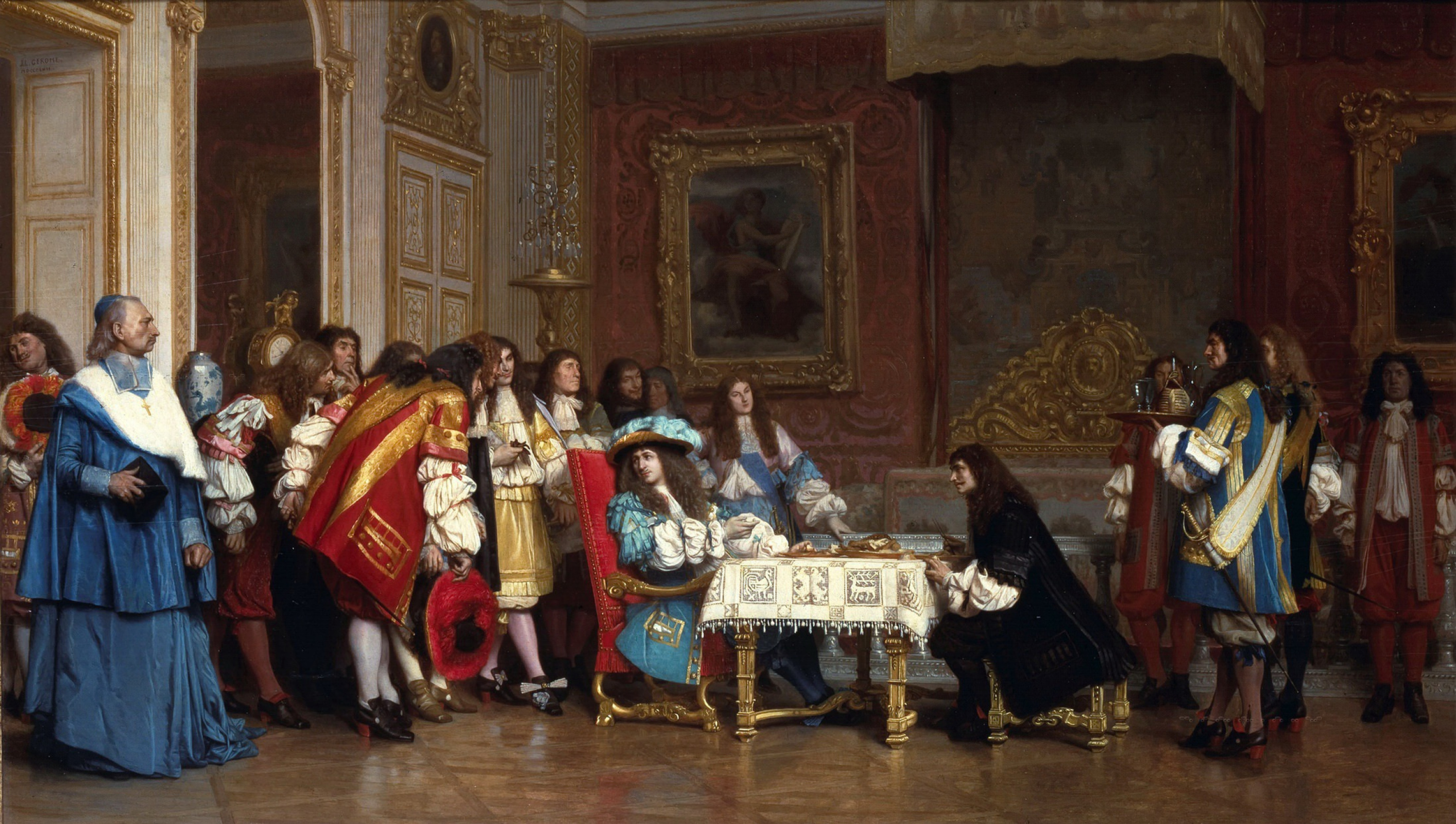
Jean-Léon Gérôme: Louis XIV a Molière (1864)

Provoz ve zrekonstruovaném divadle v  Palais Royal byl zahájen v lednu 1661 premiérou Molièrovy hrdinské komedie Don Garcia Navarrský aneb Žárlivý princ (Dom Garcie de Navarre) , v níž ztvárnil titulní roli po boku Madeleine Béjartové. Hra byla komerčně neúspěšná a po sedmi reprízách byla stažena. Velký úspěch naopak zaznamenala komedie Škola pro muže (L'École des maris) a na základě toho byl Molière vyzván, aby napsal hru  pro pobavení  královského dvora.  Vytvořil nový žánr, komedii–balet, který integruje komedii, hudbu a tanec: baletní vstupy mají stejný námět jako hra a jsou umístěny na začátku a v přestávkách komedie.  Brzy získal přízeň krále Ludvíka XIV. a stal se spolu s Lullym organizátorem královských slavností.  Molièrovi byl přiznán královský důchod a od roku 1665 jeho soubor nesl označení „divadelní společnost králova“.

### Osobní život
Na začátku roku 1662 se Molière oženil s mladou herečkou Armande Béjartovou, dcerou nebo snad mladší sestrou své bývalé milenky Madeleine.  V této době vzniklo mnoho teorií a pomluv, kterými se jeho nepřátelé a konkurenti snažili poškodit Molièrovu pověst. Vznikly dokonce teorie o tom, že Armanda byla vlastně Molièrovou dcerou.  V roce 1664 se jim narodil syn Ludvík, který však zemřel v osmi měsících. Jeho kmotrem byl sám král Ludvík XIV. Další dvě děti, dcera Marie (*1668) a syn Pierre (*1672), zemřely krátce po narození.  Dospělého věku se dožila pouze  dcera Esprit-Madeleine (*1665), která zemřela v roce 1723 bez potomků.   Manželství nebylo příliš šťastné a Molière se často během manželských krizí  uchýlil do domu, který si pronajal ve vesnici Auteuil.

### Úspěchy a kritika
V prosinci 1662 měla premiéru komedie Škola pro ženy (L'École des femmes), která měla obrovský úspěch u diváků, avšak objevila se i řada kritik a výtek, které zpochybňovaly Molièrovu morálku a útočily na jeho soukromý život. Spor o tuto hru trval více než rok a podnítil rozhovory pařížských salonů. V říjnu 1644 uvedl Molièrův soubor před králem satirickou komedii Tartuffe neboli Pokrytec (Le Tartuffe ou l'Imposteur), zesměšňující tehdejší pokryteckou společnost a praktiky církve.. Hra sklidila vřelý potlesk krále i jeho hostů, ale po zásahu  pařížského  arcibiskupa byl vydán  zákaz veřejného uvádění. Molière hru několikrát přepracoval a její definitivní verze byla s velkým úspěchem uvedena v únoru 1669.   Podobný osud měla další hra Don Juan aneb Kamenná hostina ( Dom Juan ou le Festin de pierre) z roku 1665. V tomto období se v důsledku přepracovanosti i osobních trápení začal zhoršovat i jeho zdravotní stav, začaly se objevovat symptomy tuberkulózy a jeho nepevné zdraví ztěžovalo a zpomalovalo psaní dalších her.

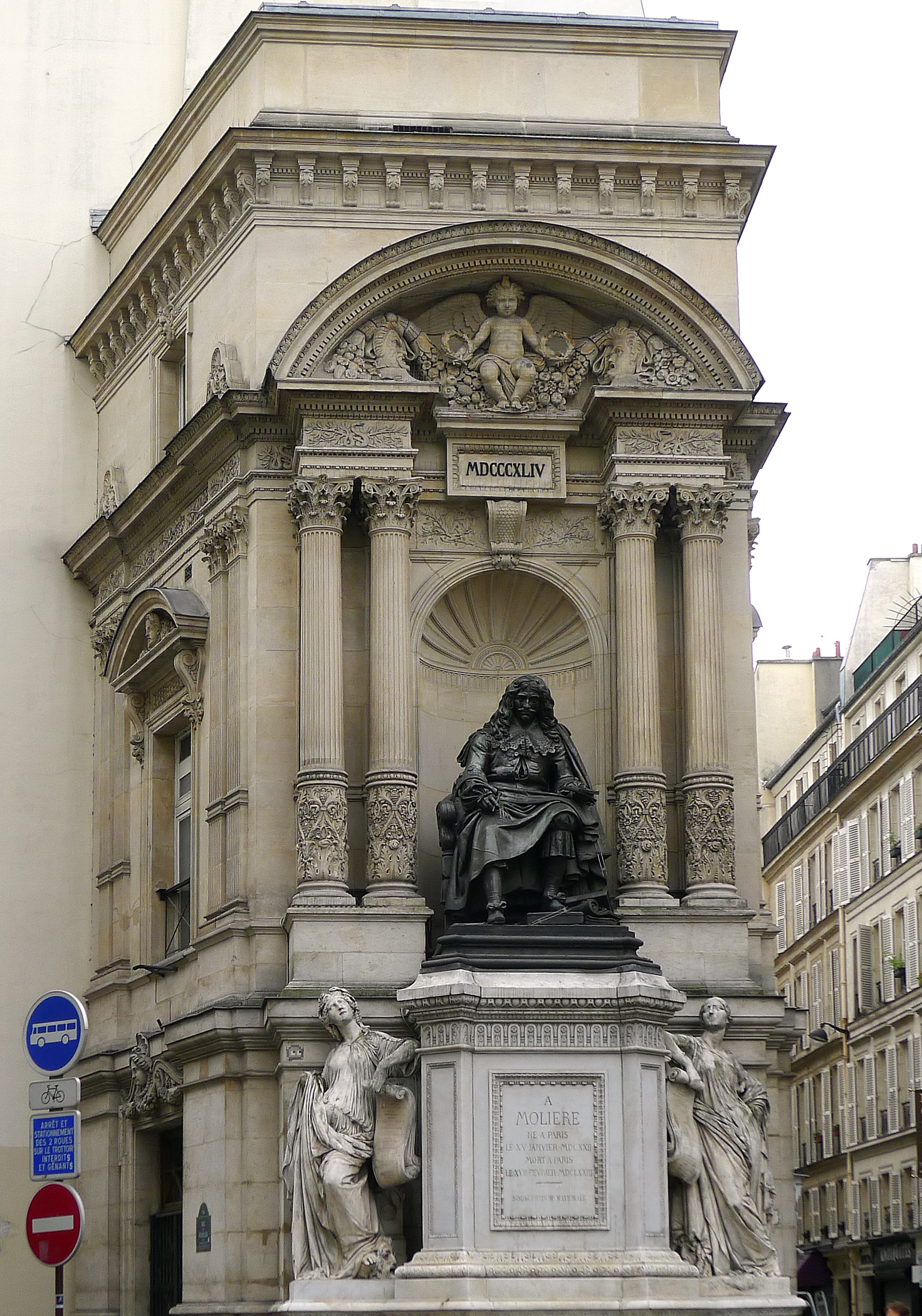
Molièrův pomník na rohu rue de Richelieu a Rue Molière iv Paříži

### Poslední roky života
Poté se situace obrátila a Molière  prožíval velmi plodné tvůrčí období. Posledních sedm sezón bylo obdobím finanční prosperity jeho divadelního souboru, Molière byl bohatý díky příjmům za herecká vystoupení, autorská práva i z rodinného majetku. V březnu 1666 vyšlo první  vydání jeho Souborného díla ve dvou svazcích, obsahující  devět her. Na divadle byly uvedeny nové hry, mezi nimi  Misantrop aneb Zamilovaný mrzout (Le Misanthrope ou l´Atrabilaire amoureux), Lakomec (L'Avare), Měšťák šlechticem (Le Bourgeois gentilhomme), Scapinova šibalství (Les Fourberies de Scapin), Učené ženy (Les Femmes savantes), které patří mezi jeho nejúspěšnější.   
V  říjnu 1672 se Molière a jeho rodina přestěhovali do  velkého dvoupatrového domu v rue de Richelieu.  Téhož roku  zemřela jeho dlouholetá přítelkyně Madeleine Béjartová a také jeho druhý syn Armand.  Skončila osmiletá spolupráce Molièra a Lullyho na komediích-baletech, protože Lully se chtěl prosadit jako autor francouzské opery  a uplatňoval výhradní právo na hudbu bez mluveného slova. Molière  proto  svěřil  tvorbu hudebního doprovodu ke svým hrám   Marcu-Antoinu Charpentierovi. Všechny tyto okolnosti se nepříznivě projevovaly na jeho zdraví, přesto dál hrál v divadle a psal. V roce 1673 vytvořil Molière v Palais-Royal komedii  Zdravý nemocný (Le Malade imaginaire), smíšenou s hudbou Marca-Antoine Charpentiera a tancem, svou třicátou hru, v níž hraje postavu Argana, který musí předstírat, že je mrtvý.  
Úspěch na divadle, jeho novátorství, společenská angažovanost a konečně i úspěch u diváků Molièra nutily bojovat celé roky proti intrikám, osočování a pronásledování jeho odpůrců, mimo jiné i mezi jeho konkurenty z oblasti divadla.

### Smrt a pohřeb
Molière zemřel 17. února 1673 po konci čtvrtého představení své poslední hry Zdravý nemocný. Bylo mu 51 let. 

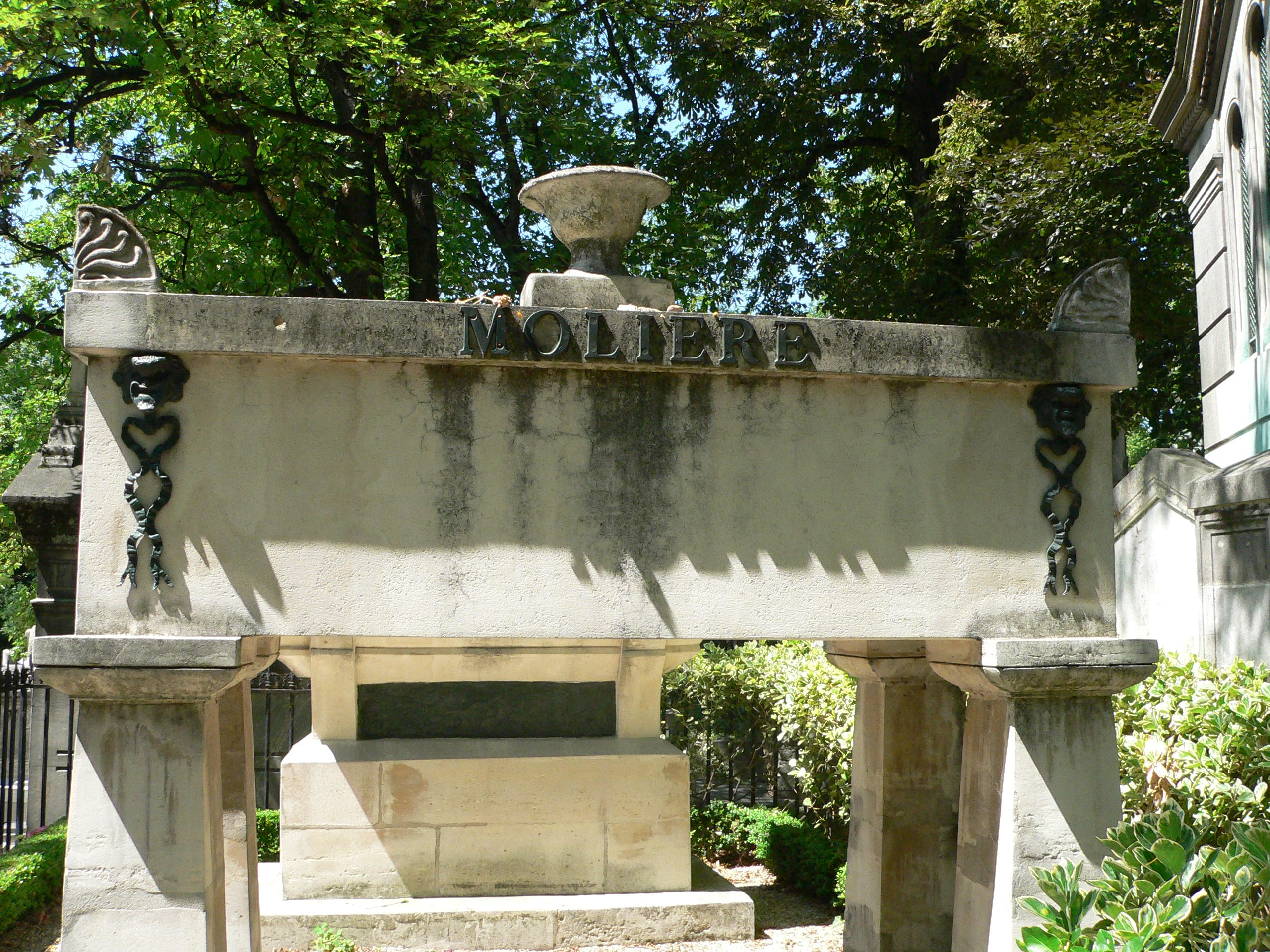
Molièrův hrob na hřbitově Père Lachaise

Před tímto představením Molière řekl: „Dnes se mi bude špatně hrát“. Chvěl se po celém těle, hlava mu hořela, ale ruce měl studené. Ale rozhodně odmítl návrh kolegů, aby se představení zrušilo. Nechtěl zklamat početné publikum. Ve vysoké horečce sváděl zoufalý boj s přívaly kašle a krvavými hleny, které překrýval smíchem, aby vše vypadalo tak jako ve scénáři. Když hra skončila, diváci (mezi ně se ke konci přidal i de Lully, král Ludvík XIV. se však nedostavil) začali nadšeně tleskat. Nikdo však neměl tušení, že Molière svedl poslední boj o svůj život. Jakmile zmizel z jeviště, spadl na zem. Začal silně kašlat a na rtech se mu objevily krvavé sraženiny. Jeho kolegové nevěděli, jak Molièrovi pomoci, a odvezli ho domů. Pak ale dostal další záchvat a v deset hodin večer zemřel.
Molière nestačil přijmout svátost umírajících a odříci se „hříšné“ herecké profese (zemřel dříve, než se kněz dostavil) a kněžstvo jeho farnosti se zdráhalo jej křesťansky pohřbít. Na příkaz krále však byl v úterý 21. února 1673 ve večerních hodinách pochován podle církevních obřadů (ale bez zádušních bohoslužeb) na Svatojosefském hřbitově v ulici Montmartre, a to v části hřbitova určené pro sebevrahy a nekřtěňátka. V roce 1792 byly jeho ostatky exhumovány a od roku 1817 spočívají na pařížském hřbitově Père-Lachaise.  Okolnosti jeho smrti i pohřbu v následujících staletích vyvolaly mnoho komentářů a hypotéz, z nichž některé byly spíše legendární než historické. 

## Dílo
Molièrovo dílo tvoří převážně satirické komedie, veršované (Misantrop) i prozaické (Lakomec), tematicky se zaměřující na nešvary francouzské vyšší společnosti (lakota, naivita, pokrytectví, hypochondři a především snobství). Zápletka komedií nebývá příliš důmyslná, většinou se točí kolem sbližování milenců nebo nevěry. Používá ovšem velmi důmyslný jazyk a humor – zde vždy činí rozdíl mezi cílovou skupinou, pro niž je ta která hra určena – a břitkou a výstižnou satiru. Komedie má podle něj být zrcadlem společnosti, zobrazovat její nedokonalosti a neřesti přesně takové, jaké jsou, bez ohledu na to, jestli je to v souladu s etickými nebo náboženskými pravidly doby. Některé postavy a fráze z jeho her jsou natolik známé, že přešly i do běžné řeči (např. slovo harpagon označuje lakomce).
Na počátku Molièrovy tvorby se v jeho komediích projevovala inspirace  lidovou fraškou a komedií dell'arte. Jeho nejsilnějším žánrem byly charakterové komedie, komplikovanější a formálně propracovanější, zdůrazňující charakter postav. Patří sem například  Tartuffe, Lakomec, Misantrop nebo Zdravý nemocný. Širší společenský rozsah mají jeho komedie mravů, které se zaměřují na  větší skupiny lidí a společenské vrstvy, jsou studií společnosti a chování lidí v určitém prostředí. Příkladem jsou  Směšné preciózky a Učené ženy. Typickým Molièrovým žánrem jsou pak konverzační komedie reprezentované hrami Škola žen a Kritika školy žen, které měly četné odpůrce a vyvolaly  oboustranné reakce prostřednictvím pamfletů. Žánr hrdinské komedie je v jeho tvorbě zastoupen pouze  hrou Don Garcia Navarrský aneb Žárlivý princ. Hlavním tématem je láska a žárlivost, hra je však plná dlouhých deklamací a řadí se mezi ojedinělé Molièrovy neúspěchy. V aristokratických kruzích byly oblíbené pastorální komedie, ale Molière napsal  v tomto žánru  na objednávku jen málo her a nepovažoval je za umělecky dostatečně na výši.  Patří sem Princezna z Elidy nebo Komická pastorála. Specifickým žánrem se stala komedie–balet, v níž se střídaly taneční a dramatické výstupy. Spojovala hudbu a divadlo a byla uváděna na slavnostech pořádaných u dvora a na šlechtických sídlech. 
- Létavý lékař (1645, Le Médecin volant), fraška Molièrovy kočovné společnosti, česky též jako Podvodný lékař nebo Příležitost dělá lékaře,
- Žárlivý Petřík (1650, La Jalousie du barbouillé), fraška Molièrovy kočovné společnosti,
- Potřeštěnec (1655, L'Étourdi ou les Contretemps), premiéra v Lyonu, česky též jako Ztřeštěnec nebo jako Popleta aneb láska s překážkami, též jako Janek,
- Hoře lásky (1656, Le Dépit amoureux), premiéra v Béziersu, česky též jako Trampoty zamilovaných,
- Zamilovaný doktor (1658, Le Docteur amoureux), fraška, inspirovaná komedií dell'arte, úspěšně sehraná v Louvre před králem Ludvíkem XIV., počátek Molièrova působení v Paříži a u královského dvora,
- Směšné preciózky (1659, Les Précieuses ridicules), úspěšná jednoaktová komedie v próze, smělý satirický útok na aristokracii, která si ve svých salónech vytvořila vyumělkované nepřirozené prostředí a mluvila v něm stejně nepřirozenou a vyumělkovanou řečí o konvenčních a banálních problémech.
- Sganarelle aneb Domnělý paroháč (1660, Sganarelle ou le Cocu imaginaire), jednoaktová komedie řešící otázku svobody citů, česky též jako Skoroměl čili Domnělý rohoun,
- Don Garcia Navarrský aneb Žárlivý princ (1661, Dom Garcie de Navarre ou le Prince jaloux), ne příliš úspěšná heroická komedie z prostředí vysoké šlechty,
- Škola pro muže (1661, L'École des maris), mravoličná veršovaná komedie o třech dějstvích ze života měšťanské společnosti,
- Protivové (1661, Les Fâcheux), komedie-balet, hudba Pierre Beauchamp a Jean-Baptiste Lully, satirické obrázky členů dvorské společnosti, česky též jako Lidé obtížní,
- Škola pro ženy (1662, L'École des femmes), mravoličná veršovaná komedie o pěti dějstvích řešící problém výchovy dětí a postavení ženy v rodině,
- Kritika školy pro ženy (1663, La Critique de l'école des femmes), jednoaktovka, kterou Molière napsal jako obranu svých her, autorův literární a estetický manifest,
- Versaillská improvizace (1663, L'Impromptu de Versailles), další polemická komedie o jednom dějství, ve které zobrazuje Molière sebe a své herce při divadelní zkoušce ve Versailles, která je neustále rušena nepřátelsky naladěnými příslušníky dvorské šlechty,
- Sňatek z donucení (1664, Le Mariage forcé), komedie-balet s hudbou Jeana-Baptisty Lullyho přepracovaná do jednoaktové frašky, česky též jako Manžel z donucení,
- Princezna z Ellidy (1664, La Princesse d'Élide), pastorální komedie s hudbou Jeana-Baptisty Lullyho napsaná na příkaz krále Ludvíka XIV. pro několikadenní slavnost ve Versailles,
- Tartuffe neboli Pokrytec (1664, Le Tartuffe ou l'Imposteur), ostře satirická veršovaná komedie o pěti jednáních spjatá s politickou situací Francie v polovině 17. století. Titulní hrdina, svatoušek Tartuffe, se vetře do přízně zámožného měšťana Orgona a postupně ovládne celou jeho rodinu. Orgon mu věří a dá mu svou dceru i majetek, jeho odhalení přichází pozdě. Tartuffe Orgona vyhání z domu a dostává ho do vězení. Nakonec je Tartuffe odhalen a zatčen. Hra míří na církev a byla až do roku 1669 zakázána. Jde pravděpodobně o nejvýznamnější Molièrovo dílo.
- Don Juan aneb Kamenná hostina (1665, Dom Juan ou le Festin de pierre), jedno z Molièrových vrcholných děl, v podstatě tragikomedie o pěti dějstvích, útočící opět na církev a pokrytectví, ve které autor svérázným způsobem zpracoval starý oblíbený námět o španělském svůdci žen. I tato hra byla dlouho zakázána, Molièrův text byl vydán až roku 1682.
- Láska lékařem (1665, L'Amour médecin), komedie-balet, hudba Jean-Baptiste Lully, česky též jako Doktor Láska,
- Lékařem proti své vůli (1666, Le Médecin malgré lui), komedie v próze o třech dějstvích,
- Misantrop aneb Zamilovaný mrzout (1666, Le Misanthrope ou l'Atrabilaire amoureux), veršovaná komedie o pěti dějstvích, jedno z vrcholných autorových děl, nabízí stále aktuální téma: má se člověk přizpůsobit pragmatickému politikaření a profitovat z toho, nebo má vyjádřit svůj protest tak, že se stáhne do ústraní, přičemž se zdá, že ani jeden z těchto postojů není lidsky důstojné řešení.
- Mélicerte (1666), pastorální heroická komedie ve verších,
- Komická pastorála (1667, Pastorale comique), pastorální komedie,
- Sicilián aneb láska malířem (1667, Le Sicilien ou l'Amour peintre), jednoaktová komedie v próze,
- Amfitryon (1668, Amphitryon), jinotajná veršovaná komedie o třech jednáních na antický námět, ve které Molière zesměšnil mravy dvořanů, opět jedno z vrcholných autorových děl.
- Jiří Dudek aneb Napálený manžel (1668, George Dandin ou le Mari confondu), komedie v próze o třech dějstvích uvedená nejprve jako komedie-balet s hudbou Jeana-Baptisty Lullyho o typickém měšťákovi, který si myslí, že si za své peníze může koupit vše, česky též jako Jíra Danda aneb Chudák manžel nebo jako Žorž Dandin aneb Nerovný manžel.
- Lakomec (1668, L'Avare ou l'École du mensonge), snad nejznámější Molièrova komedie, jejímž titulním hrdinou je vdovec, lichvář a necitelný lakomec Harpagon, který je pro peníze schopen obětovat vše, i rodinu a děti. Ztráta jeho bohatství pro něj představuje ztrátu smyslu bytí a ztrátu zdravého rozumu. Jeho postava je tragikomická a představuje Molièrův důkaz o tom, že peníze přirozeně deformují charakter a mezilidské vztahy. Molière si vzal silnou inspiraci z Plautovy antické Komedie o hrnci (Aulularia).
- Pán z Prasečkova (1669, Monsieur de Pourceaugnac), komedie-balet v próze o třech jednáních s hudbou Jeana-Baptisty Lullyho napsaná pro královské slavnosti na zámku Chambord, ve které autor vytvořil živý typ přihlouplého pošlechtěného měšťana,
- Skvělí milenci (1670, Les Amants magnifiques), pětiaktová pastorální komedie v próze,
- Měšťák šlechticem (1670, Le Bourgeois gentilhomme), česky též jako Jeho Urozenost pan měšťák,[p 1] komedie-balet v próze o pěti jednáních napsaná rovněž pro královské slavnosti na zámku Chambord s hudbou Jeana-Baptisty Lullyho, satira na chudnoucí šlechtu, která je nucena obracet se bez ohledu na pojem šlechtické cti na bohatnoucí měšťáky s žádostmi o finanční pomoc,
- Psyché (1671), mytologická baletní tragikomedie napsaná ve spolupráci s Pierrem Corneillem a Philippem Quinaultem, hudba Jean-Baptiste Lully,
- Skapinova šibalství (1671, Les Fourberies de Scapin), tříaktová komedie v próze s ústřední postavu všemi mastmi mazaného taškáře,
- Hraběnka z Nouzova (1671, La Comtesse d'Escarbagnas), jednoaktovka v próze, morální a psychologická karikatura venkovské preciosky, snažící se napodobovat styl pařížské aristokratické společnosti,
- Učené ženy (1672, Les Femmes Savantes), komedie ve verších o pěti jednáních, ve které autor zesměšňuje preciózky, zabývající se amatérsky a povrchně podle dobové módy různými vědami,
- Zdravý nemocný (1673, Le Malade imaginaire), komedie-balet o třech jednáních v próze (hudba Marc-Antoine Charpentier) s titulní postavou měšťáckého sobce a hloupého hypochondra. Když v hlavní roli Argana dohrál čtvrté představení této komedie, Molière zemřel.

## Česká vydání
Seznam českých vydání neobsahuje pro svou rozsáhlost divadelní programy s texty her a také různá přepracování původních autorových textů.
- Bezděčný lékař, Jan Host. Pospíšil, Hradec Králové 1825, přeložil Matěj Jozef Sychra
- Lakomec, J. Pospíšil, Praha 1852, znovu 1868
- Tartuffe, J. Pospíšil, Praha 1866, přeložil Emanuel František Züngel
- Skoroměl čili Domnělý rohoun, J. Pospíšil, Praha 1875
- Misanthrop, Ignác Leopold Kober, Praha 1884, přeložil Jaroslav Preininger
- Šibalství Skapinova, Jan Otto, Praha 1898, přeložil Julius Zeyer, znovu 1900 a 1905
- Lakomec, Jan Otto, Praha 1899, přeložil Jaroslav Vrchlický, znovu 1900, 1905 a 1922
- Tartuffe, Jan Otto, Praha 1904, přeložil Bohdan Kaminský, znovu 1922
- Misantrop, Jan Otto, Praha 1912, přeložil Bohdan Kaminský
- Jiří Dandin čili Ošálený manžel, Kamilla Neumannová, Praha 1914, přeložil Arnošt Procházka
- Don Juan aneb Kamenný kvas, B. Kočí, Praha 1918, přeložil Hanuš Jelínek
- Amfitryon, B. M. Klika, Praha 1918, přeložil Petr Křička
- Létavý lékař, Springer, Praha 1919, přeložil Karel M. Klos
- Směšné precieusy, B. M. Klika, Praha 1920, přeložil Hanuš Jelínek
- Versailleské impromptu, B. M. Klika, Praha 1922, přeložil Zdeněk Gintl
- Škola žen, Zora, Praha 1922, přeložil Zdeněk Gintl
- Sganarelle čili Domnělý paroháč, B. M. Klika, Praha 1922, přeložil Otokar Fischer a Karel Čapek
- Lékařem proti své vůli, B. M. Klika, Praha 1924, přeložil Antonín Bernášek
- Zdravý nemocný, B. M. Klika, Praha 1924, přeložil Bedřich Frida a Zdeněk Gintl
- Janek, Česká akademie věd a umění, Praha 1925, přeložil Bohdan Kaminský
- Lidé obtížní, Česká akademie věd a umění, Praha 1925, přeložil Bohdan Kaminský
- Tramopty zamilovaných, Česká akademie věd a umění, Praha 1925, přeložil Bohdan Kaminský
- Učené ženy, Česká akademie věd a umění, Praha 1925, přeložil Bohdan Kaminský
- Melicerta: Heroická pastorála, Česká akademie věd a umění, Praha 1926, přeložil Bohdan Kaminský
- Škola manželů, Česká akademie věd a umění, Praha 1926, přeložil Bohdan Kaminský
- Škola žen, Česká akademie věd a umění, Praha 1926, přeložil Bohdan Kaminský
- Amphitryon, Česká akademie věd a umění, Praha 1926, přeložil Bohdan Kaminský
- Lakomec, Česká akademie věd a umění, Praha 1927, přeložil Bohdan Kaminský
- Sganarel čili Domnělý paroháč, Česká akademie věd a umění, Praha 1927, přeložil Bohdan Kaminský
- Skapinova šibalství, Česká akademie věd a umění, Praha 1927, přeložil Bohdan Kaminský
- Don Garcia Navarrský, čili, Žárlivý princ, Česká akademie věd a umění, Praha 1927, přeložil Bohdan Kaminský
- Kritika Školy žen, Česká akademie věd a umění, Praha 1928, přeložil Bohdan Kaminský
- Tartuffe, Česká akademie věd a umění, Praha 1928, přeložil Bohdan Kaminský
- Versailleská improvisace, Česká akademie věd a umění, Praha 1928, přeložil Bohdan Kaminský
- Žorž Dandin aneb Nerovný manžel, Česká akademie věd a umění, Praha 1928, přeložil Bohdan Kaminský
- Misantrop, Česká akademie věd a umění, Praha 1929, přeložil Hanuš Jelínek
- Don Juan aneb Kamenný kvas, Česká akademie věd a umění, Praha 1930, přeložil Hanuš Jelínek
- Příležitost dělá lékaře, Václav Lácha, Praha 1932, přeložil Jindřich Hořejší
- Směšné précieusy, Manžel z donucení, Doktor Láska, Česká akademie věd a umění, Praha 1935, přeložil Hanuš Jelínek
- Lékařem proti své vůli, Česká akademie věd a umění, Praha 1936, přeložil Hanuš Jelínek
- Amfitryon, B. M. Klika, Praha 1939, přeložil Petr Křička
- Božská láska [Amphitryon]. Českomoravský kompas, Praha 1944, (společně s hrou Rozbitý džbán v jednom svazku “KLEISTOVY VESELOHRY“), přebásnil Miloš Hlávka
- Tartuffe, Českomoravský kompas, Praha 1944, přeložil Svatopluk Kadlec
- Misantrop, Československý kompas, Praha 1948, přeložil Svatopluk Kadlec
- Lakomec, Československý kompas, Praha 1949, přeložil Svatopluk Kadlec
- Jíra Danda aneb Chudák manžel, Československý kompas, Praha 1949, přeložil Erik Adolf Saudek
- Tartuffe, Osvěta, Praha 1952, přeložil Svatopluk Kadlec
- Zdravý nemocný, Osvěta, Praha 1952, přeložil Svatopluk Kadlec
- Učené ženy, ČLDJ, Praha 1953, přeložil Svatopluk Kadlec
- Misantrop, Československý kompas, Praha 1953, přeložil Svatopluk Kadlec
- Lakomec, Orbis, Praha 1953, přeložil Svatopluk Kadlec
- Hry I., SNKLHU, Praha 1953, přeložil Svatopluk Kadlec, svazek obsahuje hry Žárlivý Petřík, Směšné preciosky, Škola pro muže, Škola pro ženy, Kritika Školy pro ženy a Versailleská improvisace
- Hry II., SNKLHU, Praha 1954, přeložil Svatopluk Kadlec, svazek obsahuje hry Tartuffe, Don Juan, Misantrop a Amfitryon
- Škola pro muže, ČDLJ, Praha 1954, přeložil Svatopluk Kadlec
- Tartuffe, ČDLJ, Praha 1954, přeložil Svatopluk Kadlec
- Don Juan, Orbis, Praha 1954, přeložil Karel Kraus
- Pán z Prasečkova, ČDLJ, Praha 1955, přeložil Svatopluk Kadlec
- Misantrop, ČDLJ, Praha 1955, přeložil J. Z. Novák
- Hry III., SNKLHU, Praha 1955, přeložil Svatopluk Kadlec, svazek obsahuje hry Jiří Dudek, Lakomec, Pán z Prasečkova a Měšťák šlechticem
- Hry IV., SNKLHU, Praha 1956, přeložil Svatopluk Kadlec, svazek obsahuje hry Skapinova šibalství, Hraběnka z Nouzova, Učené ženy a Zdravý nemocný
- Škola pro ženy, ČDLJ, Praha 1956, přeložil Svatopluk Kadlec
- Skapinova šibalství, Orbis, Praha 1956, přeložil Svatopluk Kadlec
- Lakomec, Orbis, Praha 1959, přeložil Erik Adolf Saudek
- Zdravý nemocný, DILIA, Praha 1960, přeložil Svatopluk Kadlec
- Jíra Danda aneb Chudák manžel, Orbis, Praha 1960, přeložil Erik Adolf Saudek
- Don Juan, DILIA, Praha 1960, přeložil Karel Kraus
- Amfitryon, DILIA, Praha 1962, přeložil Svatopluk Kadlec
- Lakomec, Misantrop, Tartuffe, Mladá fronta, Praha 1966, přeložil J. Z. Novák a František Vrba
- Škola pro ženy, DILIA, Praha 1969, přeložil J. Z. Novák
- Don Juan, Lakomec, Odeon, Praha 1973, přeložil Svatopluk Kadlec a Erik Adolf Saudek
- Tartuffe, DILIA, Praha 1974, přeložila Eva Bezděková
- Don Juan, DILIA, Praha 1978, přeložil Jaroslav Konečný
- Ztřeštěnec, DILIA, Praha 1981, přeložil František Vrba
- Tartuffe, DILIA, Praha 1981, přeložil Antonín Přidal
- Jeho Urozenost pan měšťák, DILIA, Praha 1981, přeložil J. Z. Novák
- Tartuffe, Mladá fronta, Praha 1985, přeložil František Vrba
- Tartuffe, Artur, Praha 2006, přeložil Vladimír Mikeš
- Tartuffe, Větrné mlýny, Brno 2006, přeložil Antonín Přidal
- Don Juan, Artur, Praha 2007, přeložil Jaroslav Konečný a Karel Kraus
- Misantrop, Artur, Praha 2007, přeložil Vladimír Mikeš
- Amfitryon, Artur, Praha 2007, přeložil Vladimír Mikeš
- Lakomec, Artur, Praha 2008, přeložil Vladimír Mikeš